# 嵇文敏
嵇文敏（1981年—），号竹贤居士，男，汉族，山东莒县人，中国书法家。国资委中国煤促会特邀书法家